# Giọng thuyết minh

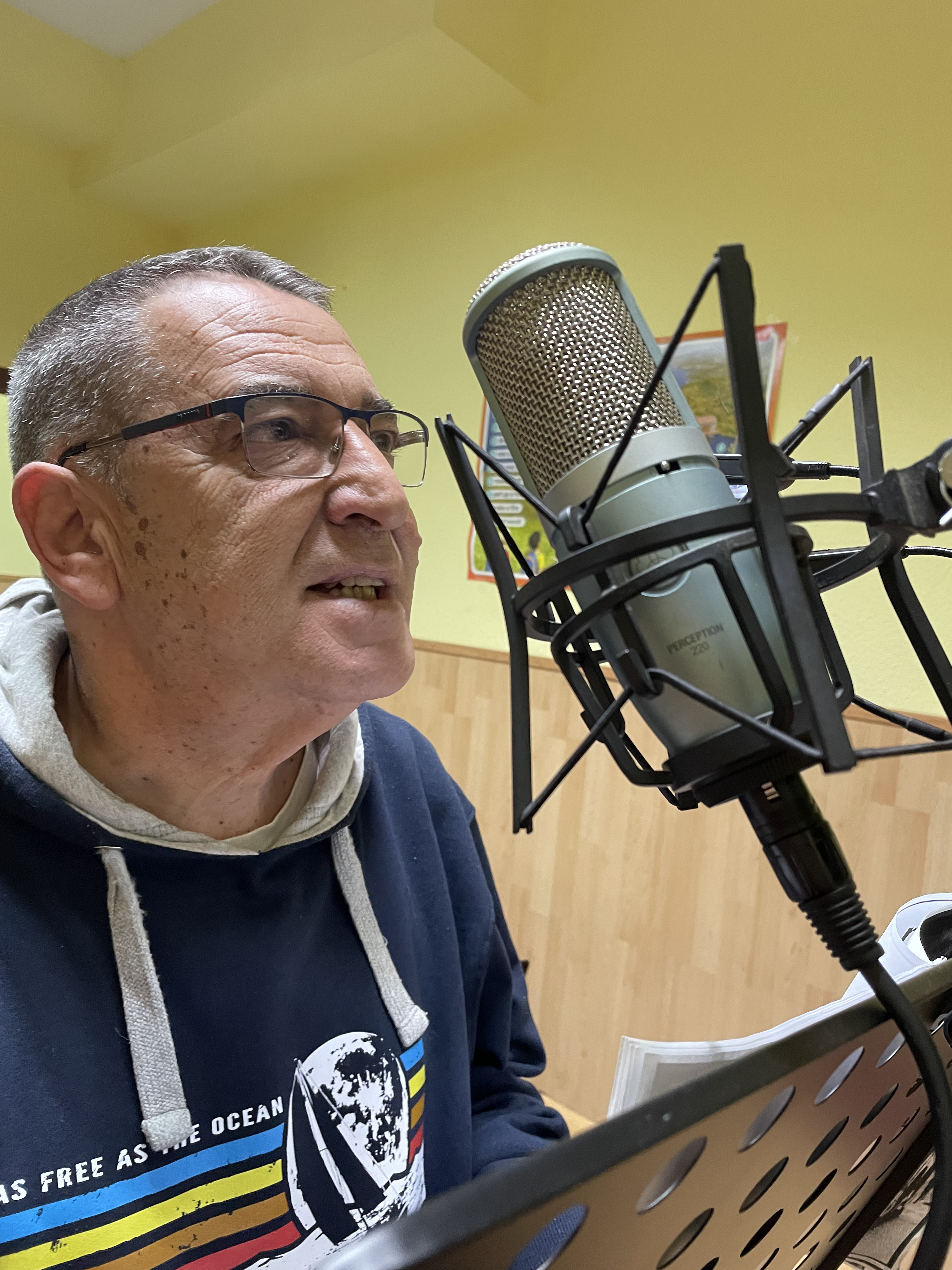
Một kỹ thuật viên đang thuyết minh

Giọng thuyết minh (Voice-over) hay giọng đọc hay diễn đọc (Off-stage commentary) là một kỹ thuật sản xuất hậu kỳ được ứng dụng trong các chương trình radio, truyền hình, làm phim (thuyết minh phim hoặc lồng tiếng), sân khấu và các phương tiện truyền thông (giao tiếp) khác trong đó giọng mô tả hoặc trình bày (tự sự), diễn giải mà không phải là một phần của lời kể đi kèm với trình bày các sự kiện được mô tả hoặc trình bày tức thì tại chỗ. Giọng thuyết minh được đọc từ một kịch bản và có thể được trình bày từ một người xuất hiện ở nơi khác trong quá trình sản xuất hoặc được diễn đọc do một diễn viên lồng tiếng chuyên nghiệp phụ trách. Đối thoại đồng bộ (Synchronous dialogue), trong đó giọng nói tường thuật hành động đang diễn ra cùng lúc, vẫn là kỹ thuật phổ biến nhất trong lồng giọng. Tuy nhiên, kỹ thuật không đồng bộ cũng được sử dụng trong điện ảnh.

## Đại cương

Một kỹ thuật viên đang xử lý hậu kỳ âm thanh

Giọng diễn đọc thường được ghi âm trước và bố trí ở đầu phim hoặc video và thường được sử dụng trong phim tài liệu hoặc bản tin, phụ đề để thuyết minh, chú giải thông tin. Giọng thuyết minh được sử dụng trong trò chơi điện tử và tin nhắn chờ, cũng như để thông báo và cung cấp thông tin tại các sự kiện và điểm đến du lịch. Thuyết minh cũng có thể được đọc trực tiếp cho các sự kiện như lễ trao giải. Giọng thuyết minh được thêm vào bất kỳ đoạn hội thoại nào hiện có và không được nhầm lẫn với lồng tiếng hoặc quá trình thay thế đoạn hội thoại bằng phiên bản dịch, sau này được gọi là lồng tiếng hoặc thu âm lại. Ngành công nghiệp thuyết minh, lồng tiếng đã phát triển đáng kể kể từ khi thành lập, song song với sự phát triển của công nghệ, giải trí và quảng cáo. Kỹ nghệ này bắt đầu từ những ngày đầu của đài phát thanh và kể từ đó đã mở rộng sang nhiều phương tiện truyền thông khác nhau bao gồm truyền hình, phim ảnh, trò chơi điện tử và internet. Kỹ thuật diễn đọc, lồng tiếng, thuyết minh cũng được sử dụng để tạo giọng nói và tính cách cho các nhân vật hoạt hình. 
Các diễn viên lồng tiếng đáng chú ý và đa tài ở phương Tây bao gồm Mel Blanc, Daws Butler, Don Messick, Paul Frees và June Foray. Các kỹ thuật tạo nhân vật trong lồng tiếng được sử dụng để tạo tính cách và giọng nói cho các nhân vật hư cấu. Đã có một số tranh cãi về các kỹ thuật tạo nhân vật trong lồng tiếng, đặc biệt là với những người giải trí phát thanh da trắng bắt chước AAVE. Vào cuối những năm 1920, đài phát thanh bắt đầu không còn chỉ đưa tin về nhạc kịch và các sự kiện thể thao nữa, thay vào đó, đài phát thanh bắt đầu tạo ra các chương trình trò chuyện dài tập cũng như các chương trình có cốt truyện hư cấu. Ở một số quốc gia, chẳng hạn như Nga, Ukraine và Ba Lan, việc thuyết minh, lồng tiếng do nghệ sĩ thực hiện trên chương trình truyền hình như một kỹ thuật bản địa hóa ngôn ngữ, thay thế cho bản địa hóa lồng tiếng đầy đủ. Ở Bulgaria thì việc thuyết minh, lồng tiếng nhiều lần cũng phổ biến, nhưng mỗi bộ phim (hoặc tập phim) thường có từ ba đến sáu diễn viên lồng tiếng, thuyết minh. Các nghệ sĩ lồng tiếng cố gắng khớp với giọng nói gốc và giữ nguyên ngữ điệu, ngữ khí. Lý do chính để sử dụng loại bản dịch này là không giống như bản dịch giọng nói đồng bộ (Synchronized voice translation), bản dịch này mất tương đối ít thời gian để sản xuất, chế tác, vì không cần phải đồng bộ hóa giọng nói với chuyển động môi của nhân vật, điều này được bù đắp bằng âm thanh gốc đã được làm dịu đi. Khi không có lời thoại nào trong phim trong một thời gian, âm thanh gốc sẽ được căn chỉnh tăng độ lên.